# 曹门街道
曹门街道，是中华人民共和国河南省開封市顺河回族区下辖的一个乡镇级行政单位。

## 行政区划
曹门街道下辖以下地区：
双龙社区、民心社区、乐观社区和阳光社区。